# OsmAnd
OsmAnd (acronimo per OpenStreetMap Automated Navigation Directions) è un'app libera per la navigazione e la visualizzazione di mappe online ed offline per Android e iOS.
L'app utilizza OpenStreetMap come fonte predefinita delle mappe e per cui gode di un gran numero di contributori sia dal punto di vista della qualità delle mappe e sia per le funzionalità di navigazione proposte.
OsmAnd è presente anche su F-Droid.

## Caratteristiche
Tutte le mappe possono essere memorizzate all'interno del dispositivo per l'utilizzo offline. Anche grazie al GPS o altri sistemi di posizionamento OsmAnd offre la possibilità di esplorare le mappe godendo di tutti i punti di interesse (POI, Points of Interest) di OpenStreetMap e di utilizzare l'app come navigatore con voce guida per auto, biciclette e pedoni. Le funzionalità di OsmAnd possono inoltre essere estese con plugin come ad esempio OsmAnd Contour lines che mostra ombreggiatura e curve di livello per l'altitudine sulla mappa o OsmAnd Parking che permette di memorizzare dove si ha parcheggiato.

### Navigazione
- Calcolo del percorso online o con algoritmi offline
- Inserimento di più punti intermedi con risoluzione del problema del commesso viaggiatore
- Navigazione passo-passo con voce guida
- Indicazione di corsia e avvisi sui limiti di velocità
- Calcolo tempo di arrivo stimato
- Ricalcolo automatico in caso di deviazione
- Ricerca della destinazione per indirizzo, POI (ristoranti, hotel, musei) e coordinate

### Contributo diretto a OpenStreetMap
- Report di problemi sulle mappe
- Upload di tracce GPX verso OSM direttamente dall'applicazione
- Aggiunta di POI e upload a OSM
- Registrazione opzionale del percorso anche quando l'applicazione è in background.

## Utilizzo offline
Scaricando le mappe vettoriali offline è possibile utilizzare il proprio dispositivo Android come un navigatore satellitare senza necessitare di alcuna connessione ad internet oppure è possibile connettersi ad Internet esclusivamente per calcolare l'intero tragitto con i server pubblici di OpenStreetMap (che sono generalmente più veloci) per proseguire offline con l'itinerario appena calcolato. Non si necessita di connessione ad internet nemmeno per il calcolo del tragitto più breve per raggiungere più punti intermedi.